# Поглинання електромагнітного випромінювання
Поглинання електромагнітного випромінювання — процес втрати енергії потоком електромагнітного випромінювання внаслідок взаємодії з речовиною. Кількісні характеристики процесу поглинання вивчає фотометрія. Залежність поглинання від частоти задає спектр поглинання.
Альтернативним до поглинання процесом є розсіяння електромагнітного випромінювання, частковим випадком якого є відбивання електромагнітних хвиль на границі розділу середовищ.
У класичній фізиці поглинання зумовлене вимушеними коливаннями електричних зарядів у змінному полі електромагнітної хвилі за тієї умови, коли існує канал дисипації енергії цих коливань, зумовлений, наприклад, тертям. У квантовій фізиці поглинання відбувається порціями, квантами внаслідок переходів квантової системи між різними квантовими станами.
Поглинута енергія може перейти в тепло, бути випроміненою в процесі фотолюмінесценції, спричинити фотохімічні реакції тощо.